# 必如河
必如河，位于中华人民共和国内蒙古自治区赤峰市克什克腾旗中部的一条河流，是西拉木伦河左岸支流，发源于大兴安岭山脉黄岗梁南麓，蜿蜒向南流经经棚镇（蒙古语称为“必如浩特”）常善村、昌兴村、光明村、旗政府驻地西拉沐沦街道和应昌街道西部、经棚镇河南店村等地，于黑山咀子以西汇入西拉木伦河。河流全长49千米，流域面积1038.5平方千米，河道平均比降13.5‰，年均径流量0.5亿立方米。必如河中上游为流经石质山区，两岸为森林草原，植被较好。下游左岸为山地，右岸多沙丘。